# Adventure Cycling Association
Adventure Cycling Association （アドヴェンチャー・サイクリング・アソシエイション）は、アメリカ合衆国に自転車旅行を普及させ、また独自にも運営している団体である。
本部はモンタナ州ミズーラ。

## 歴史
1973年、Bikecentennial として設立された。

## 主なツアー
- TransAm (前 Bikecentennial Trail)：トランスアメリカ（合衆国横断）：オレゴン州 アストリア（西海岸）から ヴァージニア州 ヨークタウン（東海岸）へのルート、93日
- Northern Tier：合衆国の北側を横断：ワシントン州 から メイン州 へのルート、93日
- Southern Tier：合衆国の南側を横断：カリフォルニア州 から フロリダ州 へのルート、65日
- Great Divide：合衆国中西部を縦断：モンタナ州 から ニューメキシコ州 へのルート、75日
- Grand Canyon North Rim
- Denali Adventure, AK
- Northwest Coast
- Land of Enchantment, NM
- Great Divide Colorado Summits
- Great Divide Canada
- Underground Railroad：合衆国中東部を縦断：アラバマ州 から オンタリオ州（カナダ）へのルート、48日